# 문정중학교 (서울)
문정중학교(文井中學校)는 대한민국 서울특별시 송파구 문정동에 있는 공립 중학교이다.

## 학교 연혁
- 1990년 1월 20일 : 문정중학교 설립 인가
- 1990년 3월 1일 : 초대 윤명렬 교장 취임
- 1990년 3월 5일 : 제1회 입학식(752명)
- 1990년 4월 26일 : 개교식
- 2012년 3월 1일 : 청렴교육 연구학교 운영
- 2012년 3월 1일 : 사교육 절감형 창의경영학교 운영
- 2023년 1월 3일 : 제31회 졸업식(186명) 졸업생 누계 13,565명
- 2023년 3월 1일 : 제11대 이상일 교장 취임
- 2023년 3월 2일 : 제34회 입학식(127명)

## 참고 자료
- 문정중학교 - 한국교육학술정보원 학교알리미

## 같이 보기
- 문정중학교